# 纳雍县
纳雍县是中华人民共和国贵州省毕节市下辖的一个县，位于贵州西部。
位于东经104°55'-105°38'，北纬26°30'-27°05。面积2448平方公里，2002年人口76万，其中有穿青人20多万，占穿青人人口的1/3。邮政编码553300，县政府驻雍熙街道。
本地出产煤炭、大理石。

## 行政区划
纳雍县下辖3个街道办事处、13个镇、10个民族乡：
雍熙街道、文昌街道、居仁街道、鬃岭镇、阳长镇、维新镇、龙场镇、乐治镇、百兴镇、张家湾镇、玉龙坝镇、曙光镇、水东镇、沙包镇、寨乐镇、勺窝镇、新房彝族苗族乡、厍东关彝族苗族白族乡、董地苗族彝族乡、化作苗族彝族乡、姑开苗族彝族乡、羊场苗族彝族乡、锅圈岩苗族彝族乡、昆寨苗族彝族白族乡、左鶂戛彝族苗族乡和猪场苗族彝族乡。